# 갈리브주

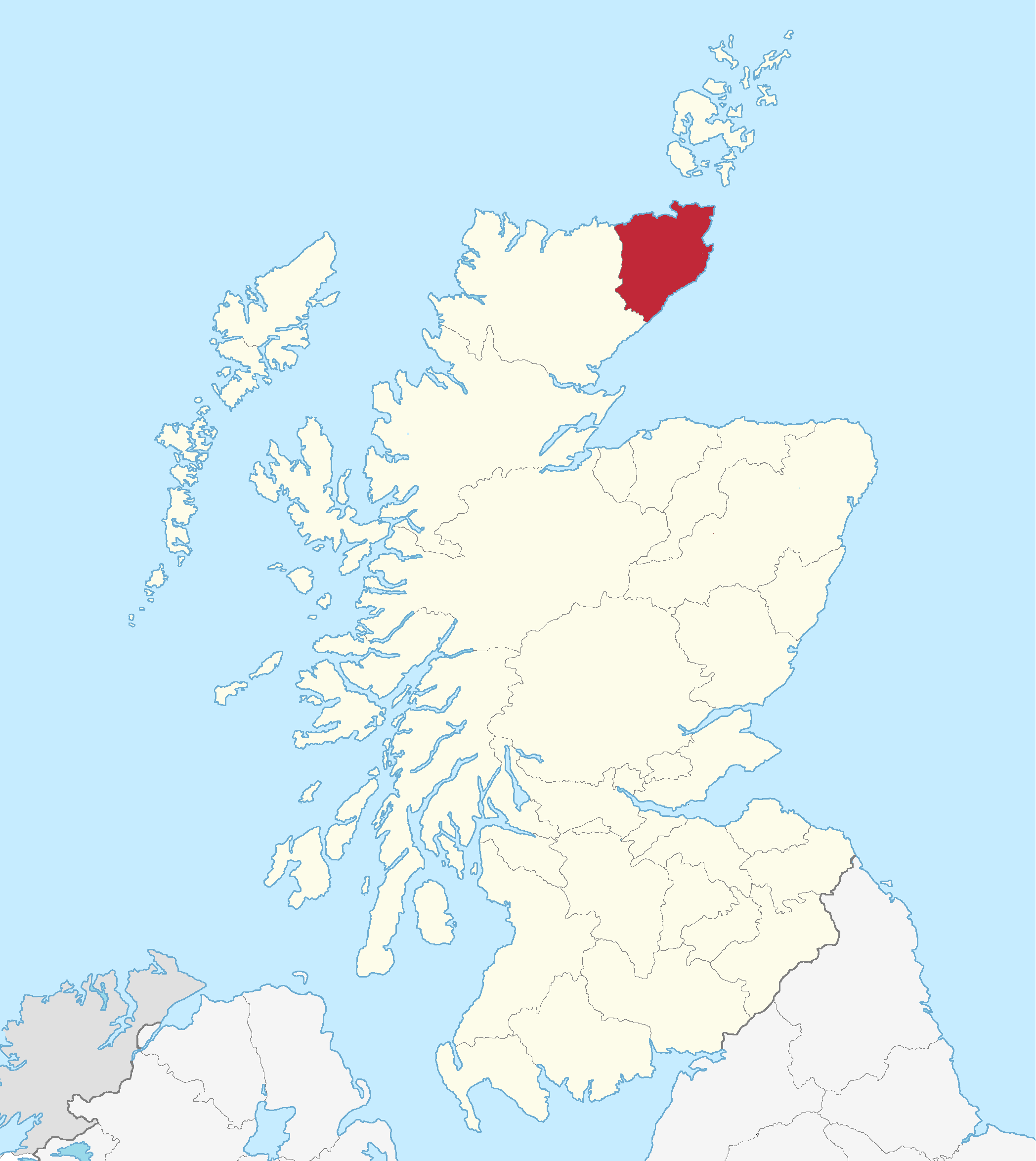

갈리브(스코틀랜드 게일어: Gallaibh [ˈkal̪ˠɪv]) 또는 케이스네스(영어: Caithness, 스코트어: Caitnes)는 스코틀랜드의 옛 주이다.

## 같이 보기
- 스코틀랜드의 행정 구역